# Comorin
Die Comorin (I) war ein 1925 in Dienst gestellter Ozeandampfer der britischen Reederei Peninsular and Oriental Steam Navigation Company (P&O), der im Passagier- und Postverkehr zwischen Großbritannien und Australien und später Indien eingesetzt wurde. Im Zweiten Weltkrieg diente die Comorin als Hilfskreuzer, bis sie am 6. April 1941 auf dem Nordatlantik ausbrannte und am darauf folgenden Tag durch Granatbeschuss versenkt wurde.

## Passagierschiff
Das 15.116 BRT große Dampfschiff Comorin wurde 1923 zusammen mit zwei identischen Schwesterschiffen in Auftrag gegeben. Die Comorin und die Cathay (15.104 BRT) wurde bei Barclay, Curle and Company in Glasgow gebaut und liefen beide am 31. Oktober 1924 vom Stapel. Das dritte Schiff, die Chitral (15.248 BRT), wurde bei der ebenfalls in Glasgow ansässigen Werft Alexander Stephen and Sons gebaut und lief am 27. Januar 1925 vom Stapel.

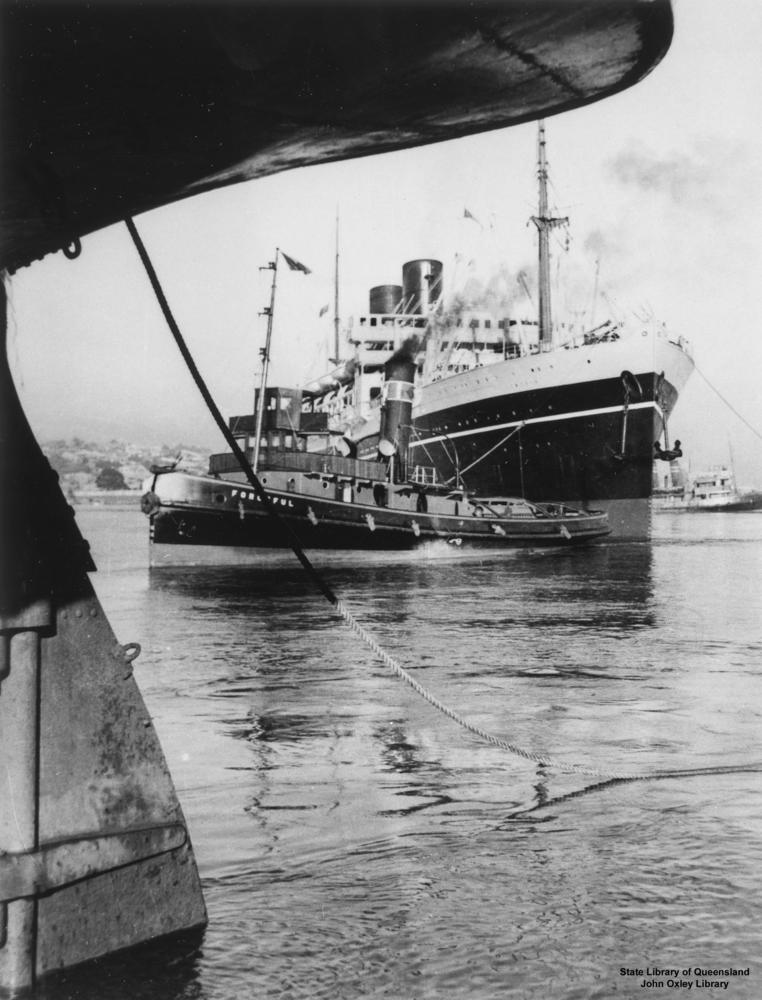
Mit dem Schlepper Forceful auf dem Brisbane River (undatiert).

Die drei Schiffe hatten je zwei Schornsteine, zwei Masten und zwei Propeller und wurden von zwei vierzylindrigen Vierfachexpansions-Dampfmaschinen angetrieben, die 13.000 PSi leisteten und eine Reisegeschwindigkeit von 16 Knoten ermöglichten. Die Schiffe waren zur Beförderung von 203 Erste-Klasse-Passagieren und 103 Zweite-Klasse-Passagieren konstruiert. Die Comorin wurde bei ihrem Stapellauf von Lady Margaret Mackay Shaw getauft. Sie war die Ehefrau von Alexander Shaw, 2. Baron Craigmyle, einem Vorstandsmitglied von P&O.
Am 11. April 1925 wurde die Comorin nach den Probefahrten als erstes der drei Schiffe der Reederei übergeben. Anschließend ging sie auf Jungfernfahrt nach Australien. Am 12. März 1930 brach an Bord ein Brand aus, während die Comorin im Hafen von Colombo (Ceylon) lag. Im selben Jahr wurden eine Wyndham-Heizanlage sowie Niederdruckturbinen von Bauer-Wach installiert, wodurch sich die erreichbare Geschwindigkeit auf 17 Knoten erhöhte. Auch die Passagierunterkünfte wurden renoviert. Von da an fuhr sie hauptsächlich von Bombay nach Fernost. Im Juli 1937 wurde dem Schiff in Singapur der Union Jack auf die Schiffswand gemalt, um es im Zweiten Japanisch-Chinesischen Krieg leichter identifizierbar zu machen.

## Kriegseinsatz
Am 5. September 1939 wurde die Comorin von der britischen Admiralität für den Dienst als bewaffneter Hilfskreuzer (Armed Merchant Cruiser) angefordert. Der hintere Schornstein wurde demontiert, um Platz für sieben 152-mm-Kanonen und zwei 76-mm-Kanonen zu schaffen. Am 30. Dezember 1939 trat sie mit der taktischen Kennung F49 ihren neuen Dienst an. Kommandant des Schiffs wurde für den Rest seiner Dienstzeit Captain John Ignatius Hallett, ein Träger des Distinguished Service Order. Von Januar bis April 1940 war die Comorin bei der South Atlantic Station eingesetzt, ab Mai 1940 im Bermuda Convoy Escort Force und ab März 1941 bei der Freetown Escort Force.
Am 6. April 1941 geriet die Comorin mit 470 Menschen an Bord auf der Position 54.34N, 21.20W vor der Küste von Sierra Leone in Brand. Bis auf 20 konnten alle Personen von dem Motorschiff Glenartney, dem britischen Zerstörer Lincoln und dem Flottillenführer Broke aufgenommen werden. Die Broke ging längsseits der brennenden Comorin, sodass Überlebende hinüber springen konnten. Der Brand konnte nicht unter Kontrolle gebracht werden. Am 7. April 1941 wurde die Comorin durch Granatfeuer der Lincoln versenkt.